# 693 (szám)
A 693 (római számmal: DCXCIII) egy természetes szám.

## A szám a matematikában
A tízes számrendszerbeli 693-as a kettes számrendszerben 1010110101, a nyolcas számrendszerben 1265, a tizenhatos számrendszerben 2B5 alakban írható fel.
A 693 páratlan szám, összetett szám. Kanonikus alakban a 32 · 71 · 111 szorzattal, normálalakban a 6,93 · 102 szorzattal írható fel. Tizenkét osztója van a természetes számok halmazán, ezek növekvő sorrendben: 1, 3, 7, 9, 11, 21, 33, 63, 77, 99, 231 és 693.
Huszonegyszögszám.